# Mungava
Mungava is een geslacht van kreeftachtigen uit de klasse van de Ostracoda (mosselkreeftjes).

## Soorten
- Mungava eleotridis Harding, 1962
- Mungava intermedia Wouters, 1987
- Mungava marthapuriae Keyser, 1975
- Mungava munda Harding, 1962
- Mungava papuensis Wouters, 1987
- Mungava recta Maddocks, 1992
- Mungava riseri Maddocks, 1979
- Mungava woutersi Maddocks, 2005
- Mungava xariessa Maddocks, 2005